# Петрівка (Скороходівська селищна громада)
Петрівка (до 2016 — Чапаєве) — село в Україні, у Скороходівській селищній громаді Полтавського району Полтавської області. Населення становить 1584 осіб. До 2020 орган місцевого самоврядування — Петрівська сільська рада.

## Географія
Село Петрівка знаходиться за 1,5 км від лівого берега річки Свинківка, на відстані 1 км від села Нова Кочубеївка. По селу протікає пересихаючий струмок з загатою. Через село проходить залізниця, станція Кочубеївка.

## Назва
19 травня 2016 року Верховна Рада в рамках декомунізації підтримала перейменування села Чапаєве на Петрівка. 3 червня 2016 року перейменування набуло чинності.

## Історія
Утворення села пов'язане з будівництвом Південної залізниці. Станція Кочубеївка на перегоні від Коломака до с. Божкове була відкрита у 1870 році. Тут розташувався паливний склад, побудована водонапірна башта. Саме на цій зупинці відбувалася дозаправка паровозів. В цей час в районі залізничної станції з'являються перші дві вулиці, що тяглися вздовж ґрунтової дороги, що вела із села Нова Кочубеївка до с. Чутове.
12 червня 2020 року, відповідно до розпорядження Кабінету Міністрів України № 721-р «Про визначення адміністративних центрів та затвердження територій територіальних громад Полтавської області», село увійшло до складу Скороходівської селищної громади.
19 липня 2020 року, в результаті адміністративно - територіальної реформи та ліквідації Чутівського району, село увійшло до складу новоутвореного Полтавського району.

## Відомі люди
- Терехов Григорій Анатолійович — старший лейтенант Збройних сил України, учасник російсько-української війни 2014–2015 років.